# Maruti Suzuki

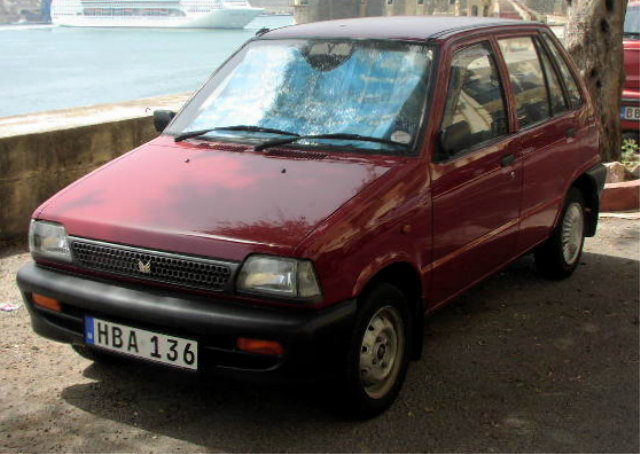
Maruti 800

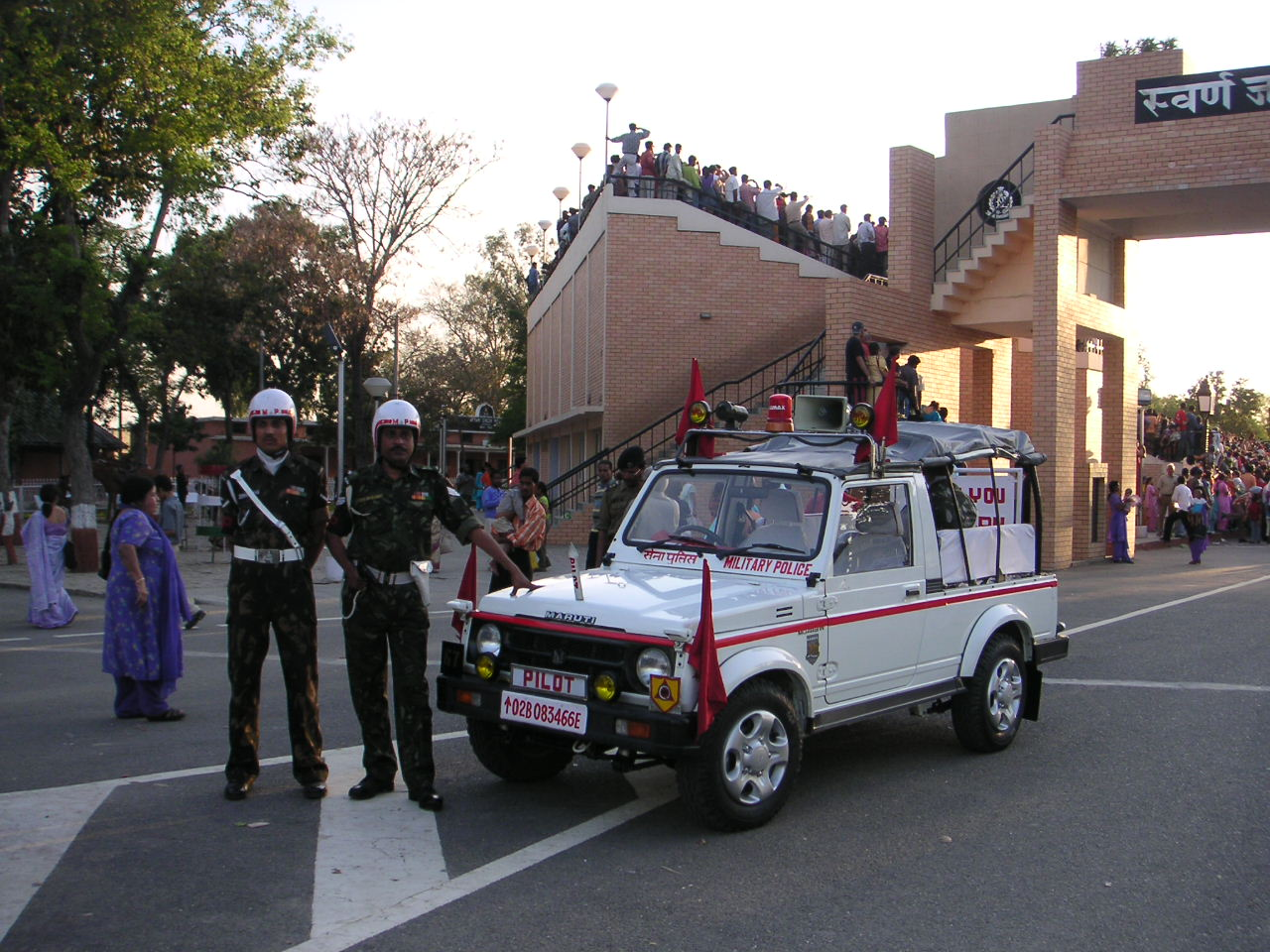
Maruti Gypsy

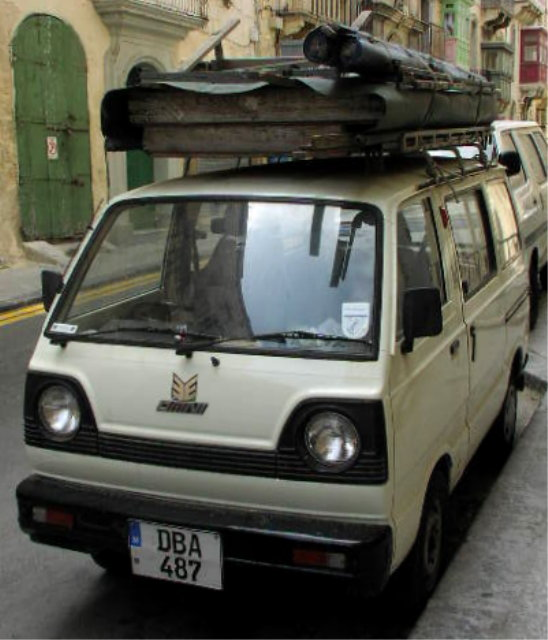
Maruti Omni

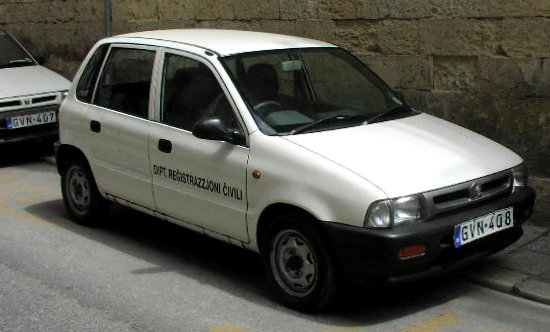
Maruti Zen

Maruti Suzuki India Limited (wcześniej Maruti Udyog; hindi: मारुति सुज़ूकी इंडिया लिमिटेड) – indyjska spółka notowana na Bombay Stock Exchange, wchodząca w skład indeksu indeksu BSE Sensex; jeden z większych producentów samochodów osobowych w południowej Azji. Największy udział w spółce ma japońskie Suzuki Motor Corporation. Maruti Udyog było pierwszym indyjskim przedsiębiorstwem, które wyprodukowało i sprzedało ponad milion pojazdów. 17 września 2007 nazwę Maruti Udyog zmieniono na obecną Maruti Suzuki India Limited. Siedziba spółki mieści się w Gurgaon, niedaleko Delhi.
Indyjskie przedsiębiorstwo od 1983 roku produkuje samochody na licencji Suzuki. Pierwszym pojazdem produkowanym w Indiach na tej zasadzie było Maruti 800, odpowiednik modelu Suzuki Alto. Był to najlepiej sprzedający się samochód w Indiach.

## Modele
- Maruti 800
- Maruti 1000(inne języki)
- Maruti A-Star
- Maruti Alto(inne języki)
- Maruti Alto K10
- Maruti Baleno
- Maruti D'Zire
- Maruti Eeco(inne języki)
- Maruti Esteem(inne języki)
- Maruti Estilo
- Maruti Grand Vitara
- Maruti Grand Vitara XL-7
- Maruti Gypsy
- Maruti Omni(inne języki)
- Maruti Ritz
- Maruti Swift
- Maruti Swift Diesel
- Maruti SX4
- Maruti TrueValue
- Maruti Versa(inne języki)
- Maruti Wagon R
- Maruti Zen(inne języki)
- Maruti Zen Estilo